# Listă de comune din județul Vrancea
Această listă de comune din județul Vrancea cuprinde toate cele 68 comune din județul Vrancea în ordine alfabetică.

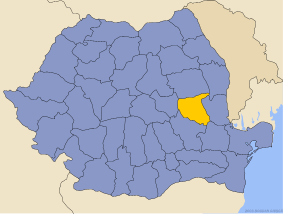
Judeţul Vrancea

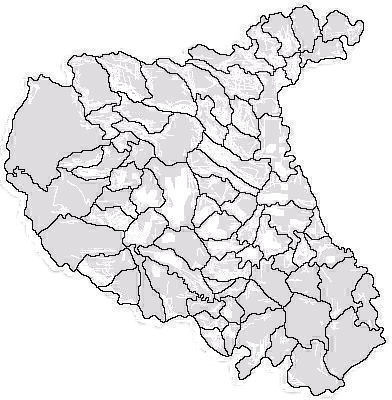
Harta judeţului cu împărţirea administrativ-teritorială pe comune

1. Andreiașu de Jos
2. Bălești
3. Bârsești
4. Biliești
5. Boghești
6. Bolotești
7. Bordești
8. Broșteni
9. Câmpineanca
10. Câmpuri
11. Cârligele
12. Chiojdeni
13. Ciorăști
14. Corbița
15. Cotești
16. Dumbrăveni
17. Dumitrești
18. Fitionești
19. Garoafa
20. Golești
21. Gologanu
22. Gugești
23. Gura Caliței
24. Homocea
25. Jariștea
26. Jitia
27. Măicănești
28. Mera
29. Milcovul
30. Movilița
31. Nănești
32. Năruja
33. Negrilești
34. Nereju
35. Nistorești
36. Obrejița
37. Paltin
38. Păulești
39. Păunești
40. Ploscuțeni
41. Poiana Cristei
42. Popești
43. Pufești
44. Răcoasa
45. Răstoaca
46. Reghiu
47. Ruginești
48. Sihlea
49. Slobozia Bradului
50. Slobozia Ciorăști
51. Soveja
52. Spulber
53. Străoane
54. Suraia
55. Tâmboești
56. Tănăsoaia
57. Tătăranu
58. Tulnici
59. Țifești
60. Urechești
61. Valea Sării
62. Vânători
63. Vârteșcoiu
64. Vidra
65. Vintileasca
66. Vizantea-Livezi
67. Vrâncioaia
68. Vulturu